# Bernard Jąder
Bernard Jąder (ur. 29 maja 1951 w Lesznie) – polski żużlowiec i trener sportu żużlowego.

## Życiorys

### Życie prywatne
Młodszy brat Zbigniewa, ojciec Macieja i wujek Pawła.

### Kariera sportowa
Licencję żużlową zdobył w czerwcu 1968 roku, reprezentując klub Unia Leszno. 20 października tego samego roku zadebiutował w meczu ligowym przeciwko Polonii Bydgoszcz, zdobywając 1 punkt w dwóch biegach. Pierwsze sukcesy na arenie krajowej osiągnął w roku 1972, zdobywając w Lesznie tytuł Młodzieżowego Indywidualnego Mistrza Polski oraz zajmując II miejsce w klasyfikacji Turnieju o Srebrny Kask. W drugiej połowie lat 70. należał do ścisłej czołówki polskich żużlowców, dwukrotnie (1978 w Gorzowie Wielkopolskim i 1980 w Lesznie) zdobywając złote medale Indywidualnych Mistrzostw Polski. Pomiędzy 1972 a 1979 rokiem pięciokrotnie stawał na podium rozgrywanego w Lesznie Memoriału Alfreda Smoczyka, zwyciężając w tym turnieju w roku 1973. W roku 1980 zajął III miejsce w klasyfikacji generalnej rozgrywek o Złoty Kask. W tym również roku otrzymał tytuł Zasłużonego Mistrza Sportu.
W latach 1968–1983 bez przerwy reprezentował barwy Unii Leszno, natomiast od 1984 do 1988 – Unii Tarnów. W barwach klubu leszczyńskiego zdobył dwa złote medale Drużynowych Mistrzostw Polski (1979, 1980). Poza tym dwukrotnie (1977, 1983) zdobył medale srebrne oraz trzykrotnie (1975, 1976, 1981) – brązowe. Jest dwukrotnym medalistą Mistrzostw Polski Par Klubowych: złotym (1980, Zielona Góra) oraz srebrnym (1978, Chorzów). Wraz z Unią Leszno trzykrotnie zwyciężył również w Drużynowym Pucharze Polski (1978, 1979, 1980).
Pod względem startów w rozgrywkach z cyklu Indywidualnych Mistrzostw Świata, najlepszym w karierze Bernarda Jądera był rok 1974. Awansował wówczas do finału kontynentalnego rozegranego w Togliatti, w którym zajął XV miejsce. Poza tym wielokrotnie reprezentował barwy Polski w meczach międzypaństwowych.

## Inne ważniejsze turnieje
Memoriał Alfreda Smoczyka w Lesznie
- 1971 – jako rezerwowy – 4 pkt → wyniki
- 1972 – 3. miejsce – 12+2 pkt → wyniki
- 1973 – 1. miejsce – 15 pkt → wyniki
- 1975 – 8. miejsce – 8 pkt → wyniki
- 1976 – 2. miejsce – 12 pkt → wyniki
- 1977 – 2. miejsce – 11 pkt → wyniki
- 1978 – 8. miejsce – 8 pkt → wyniki
- 1979 – 3. miejsce – 12 pkt → wyniki
- 1980 – 12. miejsce – 5 pkt → wyniki
- 1981 – jako rezerwowy – 5 pkt → wyniki